# 矩形
在几何中，矩形（rectangle）定义为有一个角是直角的平行四边形，即长方形。
|                          | 在四邊形中，四邊相等且四個角是直角的，叫做正方形。 在四邊形中，角是直角，但對邊等長，叫做長方形。 |
| ——歐幾里得，《幾何原本》 |                                                                                                   |

从这个定义可以得出矩形两条相对的边等长，也就是说矩形是平行四边形。正方形是四個邊都等長的矩形，它的四个边都是等长的。

一个4x5的矩形

对于长方形两对相对的边，我们称横边为长，竖边为宽。长方形的面积是长和宽的乘积；用符号表示就是：A = lw。如图，一个长方形的长是5米，宽是4米，那么面积为20平方米，因为5 × 4 = 20。
在微积分中，黎曼积分可以被看成是无穷多任意小的长方形面积的和的極限。

## 定义
有一角是直角的平行四边形是矩形。

## 性质
1. 矩形拥有所有平行四边形的性质，因为它是平行四边形的一種
2. 矩形对角线相等
3. 矩形4个角都是90°

## 判定
1. 有一个角是直角的平行四边形是矩形（定义）
2. 对角线相等的平行四边形是矩形。
3. 对角线相互平分且相等的四边形为矩形。
4. 3个角是直角的四边形是矩形。
5. 同時是圓內接四邊形的平行四邊形是矩形